# Ouled Sidi Brahim (M'Sila)
Ouled Sidi Brahim (în arabă أولاد سيدي ابراھيم) este o comună din provincia M'Sila, Algeria.
Populația comunei este de 10.716 locuitori (2008).